# 江東区立深川第二中学校
江東区立深川第二中学校（こうとうくりつ ふかがわだいにちゅうがっこう）は、東京都江東区冬木に所在する区立中学校。

## 概要
1947年に開校。通称は「深川二中」もしくは「二中」。全校生徒数316名。学区域の明治小学校・数矢小学校・八名川小学校からの生徒が多数を占めるが、近年は学校選択制により元加賀小学校・深川小学校など他学区から流入して来る生徒も多い。

## 部活動

### 運動部
- 野球部
- 陸上競技部
- 剣道部
- 男子バスケットボール部
- 女子バスケットボール
- 女子バレーボール部
- 卓球部
- サッカー部

### 文化部
- 吹奏楽部
- 美術部
- 華道部
- 競技かるた部
- ボランティア部

## 学校行事
- 移動教室
- 修学旅行（選択制）
- 運動会
- 合唱コンクール
- 文化祭(六花祭)

## 交通・アクセス
- 東京メトロ東西線・都営地下鉄大江戸線門前仲町駅より徒歩10分
- 東京メトロ半蔵門線・都営地下鉄大江戸線清澄白河駅より徒歩10分
- 都営バス門21系統「深川二丁目」バス停より徒歩2分
- 都営バス門33系統「深川一丁目」バス停より徒歩7分

## 著名な卒業生
- 小池昌代（詩人・小説家、立教大学文学部特任教授）
- 寺島進（俳優）
- 高田誠（元プロ野球選手、現読売ジャイアンツ二軍監督）
- 光永亮太（歌手）
- 染谷将太（俳優）
- 出口たかし（歌手）
- 増元裕子（元女優）
- きしたかの（お笑い芸人）